# Eiguliai
Eiguliai är en stadsdel i Kaunas i Litauen. Eiguliai ligger 69 meter över havet och antalet invånare är 61 700.